# Lautaro (Chili)
Pour les articles homonymes, voir Lautaro (homonymie).
Lautaro est une ville et une commune du Chili de la province de Cautín, elle-même située dans la Région d'Araucanie.

## Géographie
La commune de Lautaro est située dans la vallée Centrale du Chili. L'agglomération principale se trouve sur la rive ouest du rio Cautin et la route panaméricaine qui constitue l'artère routière principale du pays passe à faible distance de la ville. Lautaro se trouve à 586 kilomètres à vol d'oiseau au sud de la capitale Santiago et à 28 kilomètres au nord de Puerto Montt capitale de la Région des Lacs.

## Histoire
Lautaro est fondée par Manuel Recabarren en 1881 alors que les militaires chiliens réalisent la Pacification de l'Auricanie qui ouvre la région à la colonisation en mettant fin à la domination des mapuches sur ce territoire. Le pleine phase de l'occupation du Araucanie par l'État chilien. Lautaro est le nom du chef mapuche et stratège du XVIe siècle, célèbre pour ses exploits dans la guerre de Arauco. Les premiers colons (suisses, allemands, français et espagnols) commencent à s'installer à partir de 1886.

## Démographie
En 2012, la population de Lautaro s'élevait à 35 300 habitants. La superficie de la commune est de 901 km2 (densité de 39 hab./km2),.

Position de Lautaro (en rouge) au sein de la Région d'Araucanie.